# Гондіфелуш
Гондіфелуш (порт. Gondifelos; МФА: [gõ.di.ˈfe.ɫuʃ]) — парафія в Португалії, у муніципалітеті Віла-Нова-де-Фамалікан. Розташована в північно-західній частині країни, на теренах історичної португальської провінції Дору-Міню. Входить до складу округу Брага. За адміністративним поділом, чинним до 1976 року, терени парафії були складовою провінції Міню. Належить до Бразької архідіоцезії Католицької церкви. Патрон — святий Фелікс. Площа — 7,9273 км². Населення — 2438 ос. (2011). Середньо урбанізований регіон. Густота населення — 307,54 осіб/км²
. Код — 031217.

## Населення
| Кількість мешканців | Кількість мешканців | Кількість мешканців | Кількість мешканців | Кількість мешканців | Кількість мешканців | Кількість мешканців | Кількість мешканців | Кількість мешканців | Кількість мешканців | Кількість мешканців | Кількість мешканців | Кількість мешканців | Кількість мешканців | Кількість мешканців |
| ------------------- | ------------------- | ------------------- | ------------------- | ------------------- | ------------------- | ------------------- | ------------------- | ------------------- | ------------------- | ------------------- | ------------------- | ------------------- | ------------------- | ------------------- |
| 1864                | 1878                | 1890                | 1900                | 1911                | 1920                | 1930                | 1940                | 1950                | 1960                | 1970                | 1981                | 1991                | 2001                | 2011                |
| 745                 | 905                 | 827                 | 936                 | 984                 | 1 024               | 1 121               | 1 215               | 1 336               | 1 486               | 1 591               | 1 857               | 1 461               | 2 183               | 2 438               |